# فناکائین
فناکائین (به انگلیسی: Phenacaine) با فرمول شیمیایی C18H22N2O2 یک ترکیب شیمیایی با شناسه پاب‌کم ۷۵۸۸ است. که جرم مولی آن ۲۹۸٫۳۸ g/mol می‌باشد. 